# Петросян, Шаген Николаевич
Шаген Николаевич Петросян (арм. Շահեն Նիկոլայի Պետրոսյան; 17 февраля 1912, Ддмашен, Эриванская губерния — 14 марта 1999) — советский и армянский юрист, доктор юридических наук (1972), профессор (1974), заслуженный юрист Армянской ССР (1969), председатель Верховного суда Армянской ССР, декан юридического факультета Ереванского университета, заведующий кафедрой теории истории государства и права.

## Биография
Шаген Николаевич Петросян родился 17 февраля 1912 в селе Ддмашен (ныне — в Гехаркуникской области, Армения).
В 1933—1937 годы учился на юридическом факультете Ереванского государственного университета, одновременно (1934—1936) работал директором школы-интерната № 13 им. Тельмана.
С 1937 года работал в прокуратуре республики: прокурор отдела, заместитель начальника по гражданским делам. В 1939 году вступил в КПСС. В 1940—1943 годы — прокурор Молотовского района Еревана. В 1950—1954 годы — председатель Верховного суда Армянской ССР.
С 1954 года преподавал в Ереванском университете: доцент, профессор (1974), декан юридического факультета (1974—1978), заведующий кафедрой теории истории государства и права (1977—1985); преподавал дисциплины «История государства и права зарубежных стран» и «Государственное право зарубежных социалистических стран».

## Научная деятельность
В 1949 году защитил кандидатскую, в 1972 году — докторскую диссертацию.
Принимал активное участие в разработке проектов законодательных актов СССР. В течение 25 лет возглавлял научно-методический совет государства и права общества «Знание» Армянской ССР.
Являлся председателем учёного совета факультета по присвоению ученых степеней.

### Избранные труды
- Бегиян А. З., Петросян Ш. Н. Образование и развитие государственности армянского народа. — Ереван, 1970. — 39 с. — 1000 экз.
- Петросян Ш. Н. Великая Октябрьская социалистическая революция и установление в Армении советской государственности  (арм.). — Ереван, 1951. — 33 с. — 3000 экз.[3]
- Петросян Ш. Н. Великая семья советских народов  (арм.). — Ереван, 1972. — 21 с. — 1200 экз.[4]
- Петросян Ш. Н. Верховный Совет Армянской ССР  (арм.). — Ереван, 1963. — 1000 экз.[5]
- Петросян Ш. Н. Верховный Совет СССР  (арм.). — Ереван, 1974. — 63 с. — 3000 экз.[6]
- Петросян Ш. Н. Высшие и местные органы государственной власти Советской Армении  (арм.). — Ереван, 1967.[7]
- Петросян Ш. Н. Высший орган государственной власти СССР  (арм.). — Ереван, 1979. — 55 с. — 1200 экз.[8]
- Петросян Ш. Н. Государственный строй Китайской Народной Республики  (арм.). — Ереван, 1958. — 16 с.[9]
- Петросян Ш. Н. Демократические принципы советской изюирательной системы  (арм.). — Ереван, 1974. — 1000 экз.[10]
- Петросян Ш. Н. История государства и права зарубежных стран : История рабовладельческого государства и права  (арм.). — Ереван, 1986. — 154 с.[11]
- Петросян Ш. Н. История конституционного развития советской государственности в Армении. — Ереван : Митк, 1968. — 356 с.
- Петросян Ш. Н. История конституционного развития советской государственности в Армении (1917—1937 гг.) : Ист.-правовое исследование : Автореф. дис. … д-ра юрид. наук. — М., 1971. — 37 с.
- Петросян Ш. Н. Конституция Армянской ССР и её историческое развитие  (арм.). — Ереван, 1982. — 239 с.[12]
- Петросян Ш. Н. Местные органы государственной власти Армянской ССР  (арм.). — Ереван, 1959. — 51 с. — 2000 экз.[13]
- Петросян Ш. Н. Образование и развитие советской государственности в Армении  (арм.). — Ереван, 1961. — 280 с.[14]
- Петросян Ш. Н. Органы государственной власти развитого социализма  (арм.). — Ереван, 1982. — 92 с.[15]
- Петросян Ш. Н. Советский народный суд  (арм.). — Ереван, 1951. — 20 с.[16]
- Петросян Ш. Н. Советский парламент демократии и мира  (арм.). — Ереван, 1984. — 32 с.[17]
- Петросян Ш. Н. Сорок лет Союза Советских Социалистических Республик  (арм.). — Ереван, 1962. — 41 с. — 1000 экз.[18]
- Петросян Ш. Н. Установление и укрепление советской государственности в Армении : ноябрь 1920 — февраль 1922  (арм.). — Ереван, 1958. — 164 с.[19]
- Петросян Ш. Н. Человек и закон : В помощь лектору  (арм.). — Ереван, 1976.[20]
- «Mемуары», 1994.

## Награды
- Заслуженный юрист Армянской ССР (1969)[2]
- грамота-медаль Верховного совета Армянской ССР.

## Память
14 декабря 2012 состоялась научная конференция профессорско-преподавательского состава юридического факультета ЕГУ, посвященная 100-летию Шагена Николаевича Петросяна (изд. 2013).